# Бершугірський сільський округ
Бершугі́рський сільський округ (каз. Бершүгір ауылдық округі, рос. Бершугирский сельский округ) — адміністративна одиниця у складі Шалкарського району Актюбінської області Казахстану. Адміністративний центр — село Біршогир.
Населення — 1571 особа (2021; 2099 у 2009, 1688 у 1999, 2726 у 1989).
Станом на 1989 рік існувала Амангельдинська сільська рада (села Алабас, Берчогур, Сарисай). Пізніше до складу Актогайського сільського округу було передано селище Роз'їзд 60. До 19 червня 2019 року сільський округ називався Біршогирським. Село Карабулак було ліквідовано 2019 року.

## Склад
До складу округу входять такі населені пункти:
| Населений пункт   | Колишні назви | Населення, осіб (1989) | Населення, осіб (1999) | Населення, осіб (2009) | Населення, осіб (2021) |
| ----------------- | ------------- | ---------------------- | ---------------------- | ---------------------- | ---------------------- |
| Алабас, село      | -             | 734                    | 197                    | 264                    | 155                    |
| Біршогир, село    | Берчогур      | 1646                   | 1491                   | 1370                   | 1168                   |
| Сарсай, село      | Сарисай       | 346                    | 0                      | 405                    | 248                    |
| --Карабулак, село | Роз'їзд 59    | -                      | 0                      | 60                     | -                      |